# Центр греческого языка
Центр греческого языка (греч. Κέντρο Ελληνικής Γλώσσας) — культурно-образовательная организация, учреждённая правительством Греции для содействия развитию греческого языка и греческой культуры. Расположен в Салониках, связан с Университетом Аристотеля, имеется также офис в Афинах. Создан в 1994 году по указу президента Греции 100/1994. Центр греческого языка является координационным, совещательным и стратегическим органом Министерства образования Греции по вопросам образования и языковой политики.
Цели организации:
- Содействие и продвижение греческого языка в Греции и за её пределами;
- Укрепление национальной идентичности греческой диаспоры за рубежом;
- Организация преподавания греческого языка иностранцам в Греции и за рубежом;
- Поддержка преподавателей греческого языка в Греции и за рубежом;
- Разработка учебных и других материалов, способствующих продвижению и распространению греческого языка.